# Potentilla petrovskyi
Potentilla petrovskyi är en rosväxtart som beskrevs av Sojak. Potentilla petrovskyi ingår i Fingerörtssläktet som ingår i familjen rosväxter. Inga underarter finns listade i Catalogue of Life.